# بنت (کلرادو)
بنت (به انگلیسی: Bennett) شهری در ایالت کلرادو کشور ایالات متحده آمریکا است که جمعیت آن در سرشماری سال ۲۰۱۰ میلادی، ۲٬۳۰۸ نفر بوده‌است.